# لتشین
لتشین (به آلمانی: Letschin) یک شهر در آلمان است که در مرکیش-اودرلند واقع شده‌است. لتشین ۴٬۷۱۰ نفر جمعیت دارد.